# Gérard Houllier
Gérard Houllier (Thérouanne, 3 settembre 1947 – Parigi, 14 dicembre 2020) è stato un calciatore, allenatore di calcio e dirigente sportivo francese, di ruolo centrocampista.

## Carriera
Si iscrisse all'università di Lilla per conseguire la laurea in lingua inglese, ma la malattia del padre lo costrinse ad abbandonare gli studi e a iniziare a lavorare. Trovò impiego come docente, riuscendo nel contempo a completare gli studi. Nel 1969-1970 trascorse un anno a Liverpool a fini di studio, ricoprendo il ruolo di assistente nella Alsop Comprehensive School. Il 16 settembre 1969 si recò ad Anfield per assistere a Liverpool-Dundalk 10-0. Iniziò a praticare l'attività agonistica a livello amatoriale, militando nelle file dell'Alsop.
Fu preside dell'École Normale di Arras sino all'età di 26 anni, nel 1973, quando cominciò la propria carriera di allenatore-giocatore a tempo pieno del Le Touquet.
Quattro anni dopo, ritiratosi dall'attività di calciatore, si dedicò completamente alla professione di allenatore. Guidò il Nœux-les-Mines, con cui ottenne due promozioni consecutive, la seconda delle quali in seconda divisione. Nel 1982 passò ad allenare il Lens, che condusse alla prima serie e alla qualificazione in Coppa UEFA. Nel 1985 lo ingaggiò il Paris Saint-Germain, con cui vinse il titolo francese nel 1985-1986.
Nel 1988 divenne direttore tecnico e assistente del commissario tecnico della nazionale di calcio francese, allora guidata da Michel Platini. Nel 1992 successe a Platini nel ruolo di C.T., ma si dimise nel novembre 1993 dopo aver clamorosamente fallito la qualificazione alla fase finale del campionato del mondo 1994 a causa di due sconfitte interne consecutive contro Israele e Bulgaria.
Dal 1994 al 1996 guidò la nazionale francese Under-18 e dal 1996 al 1997 l'Under-20 transalpina.
Nel 1998 divenne l'allenatore di un Liverpool chiamato a rifondare la squadra. Nella stagione 2000-2001 la squadra vinse la Coppa di Lega inglese, la Coppa d'Inghilterra e la Coppa UEFA, mentre in campionato ottenne il terzo posto. Nell'agosto 2001 vinse anche la Supercoppa d'Inghilterra battendo il Manchester Utd e la Supercoppa europea battendo il Bayern Monaco.
Nell'ottobre 2001, durante un incontro di Premier League contro il Leeds Utd, Houllier ebbe un attacco di cuore che lo costrinse ad essere operato d'urgenza e che lo tenne lontano dai campi per cinque mesi. Malgrado i copiosi investimenti estivi, il club fallì la qualificazione in Champions League nel 2002-2003. Houllier si dimise alla fine della stagione seguente, un'altra annata deludente.
Il 29 maggio 2005 fu reso noto che avrebbe preso le redini del Olympique Lione dalla stagione 2005-2006, al posto di Paul Le Guen. La squadra francese, egemone da anni in patria con quattro titoli vinti consecutivamente, era chiamata al successo europeo. Houllier guidò i suoi sino ai quarti di finale della UEFA Champions League 2005-2006 (eliminazione contro il Milan) e agli ottavi della UEFA Champions League 2006-2007 (eliminazione contro la Roma), oltre che a due altri titoli francesi vinti consecutivamente. Nella stagione 2006-2007 il Lione perse la finale di Coupe de la Ligue contro il Bordeaux. Il 25 maggio 2007, a causa di divergenze con il presidente Jean-Michel Aulas, Houllier si dimise.
L'8 settembre 2010 l'Aston Villa ne ufficializzò l'ingaggio al posto del dimissionario Martin O'Neill. Condusse la squadra al nono posto in Premier League. Il 1º giugno 2011, a seguito di problemi fisici ed un ricovero d'urgenza per forti dolori al petto, il tecnico lasciò la panchina dei Villans.
È scomparso a Parigi il 14 dicembre 2020 all'età di 73 anni, pochi giorni dopo essere stato sottoposto ad un intervento chirurgico a seguito di una dissezione dell'aorta.

## Statistiche

### Allenatore

#### Club
Statistiche aggiornate al 21 maggio 2016. In grassetto le competizioni vinte.
| Stagione                   | Squadra                    | Campionato                 | Campionato | Campionato | Campionato | Campionato | Coppe nazionali | Coppe nazionali | Coppe nazionali | Coppe nazionali | Coppe nazionali | Coppe continentali | Coppe continentali | Coppe continentali | Coppe continentali | Coppe continentali | Altre coppe | Altre coppe | Altre coppe | Altre coppe | Altre coppe | Totale | Totale | Totale | Totale | Vittorie % | Piazzamento      |
| Stagione                   | Squadra                    | Comp                       | G          | V          | N          | P          | Comp            | G               | V               | N               | P               | Comp               | G                  | V                  | N                  | P                  | Comp        | G           | V           | N           | P           | G      | V      | N      | P      | %          | Piazzamento      |
| -------------------------- | -------------------------- | -------------------------- | ---------- | ---------- | ---------- | ---------- | --------------- | --------------- | --------------- | --------------- | --------------- | ------------------ | ------------------ | ------------------ | ------------------ | ------------------ | ----------- | ----------- | ----------- | ----------- | ----------- | ------ | ------ | ------ | ------ | ---------- | ---------------- |
| 1982-1983                  | Lens                       | D1                         | 38         | 18         | 8          | 12         | CF              | 2               | 1               | 0               | 1               | -                  | -                  | -                  | -                  | -                  | -           | -           | -           | -           | -           | 40     | 19     | 8      | 13     | 47,50      | 4º               |
| 1983-1984                  | Lens                       | D1                         | 38         | 14         | 7          | 17         | CF              | 7               | 2               | 4               | 1               | CU                 | 6                  | 2                  | 3                  | 1                  | -           | -           | -           | -           | -           | 51     | 18     | 14     | 19     | 35,29      | 13º              |
| 1984-1985                  | Lens                       | D1                         | 38         | 16         | 8          | 14         | CF              | 4               | 1               | 2               | 1               | -                  | -                  | -                  | -                  | -                  | -           | -           | -           | -           | -           | 42     | 17     | 10     | 15     | 40,48      | 7º               |
| Totale Lens                | Totale Lens                | Totale Lens                | 114        | 48         | 23         | 43         |                 | 13              | 4               | 6               | 3               |                    | 6                  | 2                  | 3                  | 1                  |             | -           | -           | -           | -           | 133    | 54     | 32     | 47     | 40,60      |                  |
| 1985-1986                  | Paris Saint-Germain        | D1                         | 38         | 23         | 9          | 6          | CF              | 8               | 4               | 2               | 2               | -                  | -                  | -                  | -                  | -                  | -           | -           | -           | -           | -           | 46     | 27     | 11     | 8      | 58,70      | 1º               |
| 1986-1987                  | Paris Saint-Germain        | D1                         | 38         | 14         | 13         | 11         | CF              | 2               | 0               | 1               | 1               | CC                 | 2                  | 0                  | 1                  | 1                  | SF          | 1           | 0           | 0           | 1           | 43     | 14     | 15     | 14     | 32,56      | 7º               |
| 1987-1988                  | Paris Saint-Germain        | D1                         | 30         | 11         | 6          | 13         | CF              | 3               | 1               | 0               | 2               | -                  | -                  | -                  | -                  | -                  | -           | -           | -           | -           | -           | 33     | 12     | 6      | 15     | 36,36      | Eson., sub., 15º |
| Totale Paris Saint-Germain | Totale Paris Saint-Germain | Totale Paris Saint-Germain | 106        | 48         | 28         | 30         |                 | 13              | 5               | 3               | 5               |                    | 2                  | 0                  | 1                  | 1                  |             | 1           | 0           | 0           | 1           | 122    | 53     | 32     | 37     | 43,44      |                  |
| nov. 1998-1999             | Liverpool                  | PL                         | 26         | 11         | 5          | 10         | FACup+CdL       | 2+0             | 1               | 0               | 1               | CU                 | 2                  | 0                  | 1                  | 1                  | -           | -           | -           | -           | -           | 30     | 12     | 6      | 12     | 40,00      | Sub., 7º         |
| 1999-2000                  | Liverpool                  | PL                         | 38         | 19         | 10         | 9          | FACup+CdL       | 2+3             | 1+2             | 0+0             | 1+1             | -                  | -                  | -                  | -                  | -                  | -           | -           | -           | -           | -           | 43     | 22     | 10     | 11     | 51,16      | 4º               |
| 2000-2001                  | Liverpool                  | PL                         | 38         | 20         | 9          | 9          | FACup+CdL       | 6+6             | 6+4             | 0+1             | 0+1             | CU                 | 13                 | 8                  | 4                  | 1                  | -           | -           | -           | -           | -           | 63     | 38     | 14     | 11     | 60,32      | 3º               |
| 2001-2002                  | Liverpool                  | PL                         | 38         | 24         | 8          | 6          | FACup+CdL       | 2+1             | 1+0             | 0+0             | 1+1             | UCL                | 16                 | 7                  | 7                  | 2                  | CS+SU       | 1+1         | 1+1         | 0+0         | 0+0         | 59     | 34     | 15     | 10     | 57,63      | 2º               |
| 2002-2003                  | Liverpool                  | PL                         | 38         | 18         | 10         | 10         | FACup+CdL       | 3+6             | 1+4             | 1+1             | 1+1             | UCL+CU             | 6+6                | 2+4                | 2+1                | 2+1                | CS          | 1           | 0           | 0           | 1           | 60     | 29     | 15     | 16     | 48,33      | 5º               |
| 2003-2004                  | Liverpool                  | PL                         | 38         | 16         | 12         | 10         | FACup+CdL       | 4+2             | 2+1             | 1+0             | 1+1             | CU                 | 8                  | 4                  | 3                  | 1                  | -           | -           | -           | -           | -           | 52     | 23     | 16     | 13     | 44,23      | 4º               |
| Totale Liverpool           | Totale Liverpool           | Totale Liverpool           | 216        | 108        | 54         | 54         |                 | 37              | 23              | 4               | 10              |                    | 51                 | 25                 | 18                 | 8                  |             | 3           | 2           | 0           | 1           | 307    | 158    | 76     | 73     | 51,47      |                  |
| 2005-2006                  | O. Lione                   | L1                         | 38         | 25         | 9          | 4          | CF+CdL          | 4+1             | 3+0             | 0+1             | 1+0             | UCL                | 10                 | 7                  | 2                  | 1                  | SF          | 1           | 1           | 0           | 0           | 54     | 36     | 12     | 6      | 66,67      | 1º               |
| 2006-2007                  | O. Lione                   | L1                         | 38         | 24         | 9          | 5          | CF+CdL          | 3+4             | 2+3             | 0+0             | 1+1             | UCL                | 8                  | 4                  | 3                  | 1                  | SF          | 1           | 0           | 1           | 0           | 54     | 33     | 13     | 8      | 61,11      | 1º               |
| Totale Olympique Lione     | Totale Olympique Lione     | Totale Olympique Lione     | 76         | 49         | 18         | 9          |                 | 12              | 8               | 1               | 3               |                    | 18                 | 11                 | 5                  | 2                  |             | 2           | 1           | 1           | 0           | 108    | 69     | 25     | 14     | 63,89      |                  |
| set. 2010-2011             | Aston Villa                | PL                         | 33         | 10         | 11         | 12         | FACup+CdL       | 3+3             | 2+3             | 0+0             | 1+0             | UEL                | -                  | -                  | -                  | -                  | -           | -           | -           | -           | -           | 39     | 15     | 11     | 13     | 38,46      | Sub., 9º         |
| Totale carriera            | Totale carriera            | Totale carriera            | 545        | 263        | 134        | 148        |                 | 81              | 45              | 14              | 22              |                    | 77                 | 38                 | 27                 | 12                 |             | 6           | 3           | 1           | 2           | 709    | 349    | 176    | 184    | 49,22      |                  |

#### Nazionale
Statistiche aggiornate al 10 ottobre 2017.
| Squadra | Naz                | Record | Record | Record | Record | Record | Record     | Record | Record |
| G       | V                  | N      | P      | GF     | GS     | DR     | Vittorie % |        |        |
| ------- | ------------------ | ------ | ------ | ------ | ------ | ------ | ---------- | ------ | ------ |
| Francia | Francia (bandiera) | 12     | 7      | 1      | 4      | 20     | 13         | +7     | 58,33  |

#### Nazionale nel dettaglio
| 1992           | Francia        | Qual. Mondiale | 3º nel gruppo 6, Non Qualificato | 3  | 2 | 0 | 1 | 66,67 | 4  | 3  | +1 |
| 1993           | Francia        | Qual. Mondiale | 3º nel gruppo 6, Non Qualificato | 7  | 4 | 1 | 2 | 57,14 | 13 | 7  | +6 |
| 1992-1993      | Francia        | Amichevoli     |                                  | 2  | 1 | 0 | 1 | 50,00 | 3  | 3  | -  |
| Totale Francia | Totale Francia | Totale Francia | Totale Francia                   | 12 | 7 | 1 | 4 | 58,33 | 20 | 13 | +7 |

## Palmarès

### Allenatore

#### Club

##### Competizioni nazionali
- Campionato francese: 3

Paris Saint-Germain: 1985-1986
Lione: 2005-2006, 2006-2007
- Coppa d'Inghilterra: 1

Liverpool: 2000-2001
- Coppa di Lega inglese: 2

Liverpool: 2000-2001, 2002-2003
- Charity Shield: 1

Liverpool: 2001
- Supercoppa francese: 2

Lione: 2005, 2006

##### Competizioni internazionali
- Coppa UEFA: 1

Liverpool: 2000-2001
- Supercoppa UEFA: 1

Liverpool: 2001

#### Individuale
- Trophées UNFP du football: 1

Miglior allenatore della Ligue 1: 2007